# Rue du Houyoux (Bruxelles)
Pour les articles homonymes, voir Rue du Houyoux.
La rue du Houyoux est une rue bruxelloise de la commune d'Auderghem qui va de l'avenue des Volontaires à l'avenue Charles Madoux sur une longueur de 100 mètres.

## Historique et description
Au début du XXe siècle, pas moins de sept voies publiques furent aménagées aux alentours de la brasserie de la Chasse Royale. 
Le chemin allait recevoir le nom de la rivière belge, le 9 mai 1913. Quatre rues furent alors tracées sur ce que l’on continuait d’appeler le champ de Jéricho. Ces rues reçurent chacune le nom d’une rivière wallonne :
- rue du Bocq;
- rue de la Molignée;
- rue du Houyoux;
- rue de l'Amblève.

Jusqu’à la fin du XIXe siècle, l’eau potable devait toujours être puisée aux pompes publiques. La distribution de l’eau courante telle que nous la connaissons aujourd’hui à Bruxelles et environs date de cette époque. Cette eau, indispensable, provenait de rivières wallonnes.
- Premier permis de bâtir le 6 mars 1914 pour le n° 7.

## Situation et accès
| ___ | Ce site est desservi par la station de métro : Pétillon. |